# Dichapetalum angolense
Dichapetalum angolense är en tvåhjärtbladig växtart som beskrevs av Chod.. Dichapetalum angolense ingår i släktet Dichapetalum och familjen Dichapetalaceae. Inga underarter finns listade i Catalogue of Life.